# Yerbanís
Yerbanís är en ort i Mexiko.   Den ligger i kommunen Peñón Blanco och delstaten Durango, i den centrala delen av landet, 800 km nordväst om huvudstaden Mexico City. Yerbanís ligger 1 912 meter över havet och antalet invånare är 514.
Terrängen runt Yerbanís är platt åt sydost, men åt nordväst är den kuperad. Runt Yerbanís är det mycket glesbefolkat, med 5 invånare per kvadratkilometer. Närmaste större samhälle är Peñón Blanco, 19,7 km väster om Yerbanís. Omgivningarna runt Yerbanís är i huvudsak ett öppet busklandskap.